# Dmitrij Protopopow

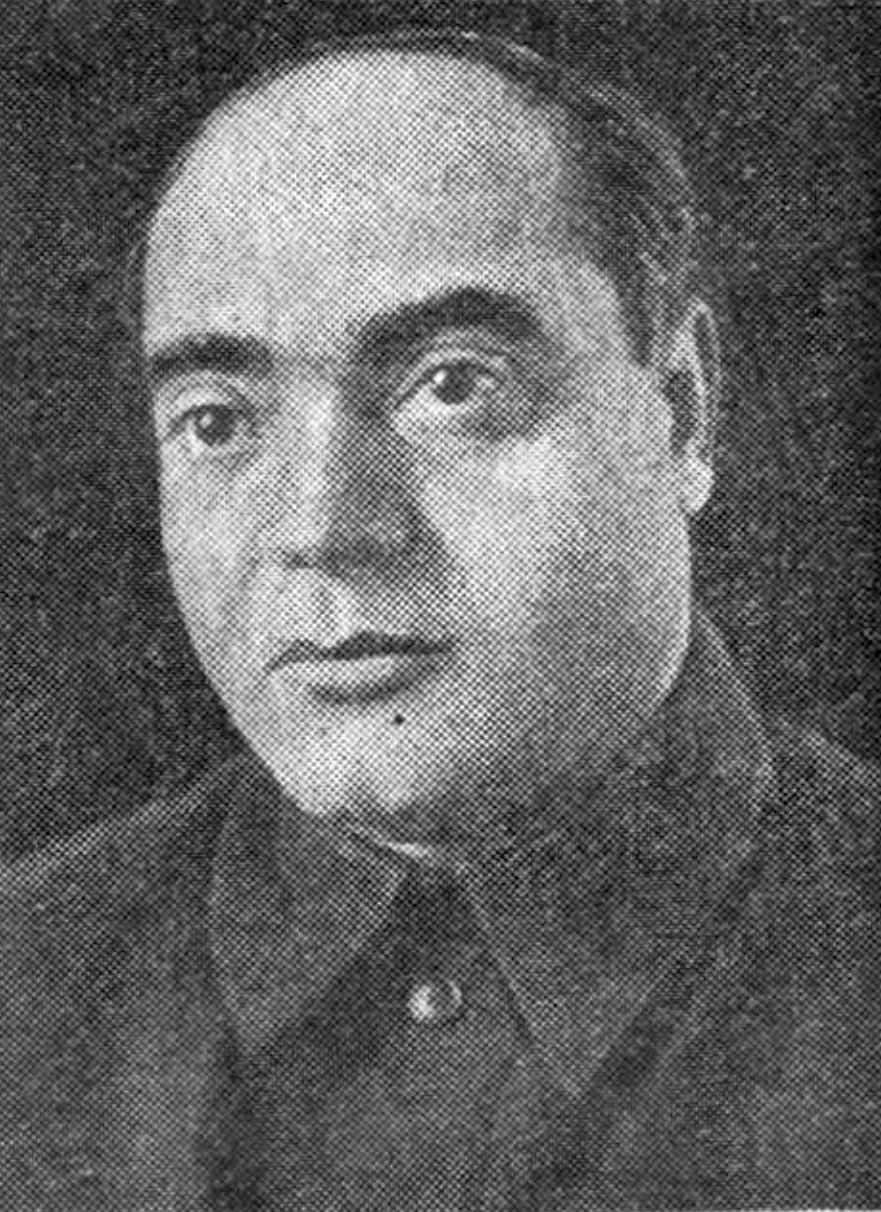
Dmitrij Protopopow

Dmitrij Zacharowicz Protopopow (Дмитрий Захарович Протопопов, ur. 1897 w Kostionkach, zm. 1986 w Moskwie) – radziecki polityk, I sekretarz KC Komunistycznej Partii (bolszewików) Tadżykistanu w latach 1938-1946.
Pochodził z rosyjskiej rodziny chłopskiej z obwodu woroneskiego, w 1916 powołany do rosyjskiej armii. 
Do SDPRR(b) wstąpił w czerwcu 1917, w tym samym roku ukończył Woroneski Uniwersytet Państwowy, a 1930-1932 kursy marksizmu-leninizmu przy KC WKP(b). 1917-1919 pracował w różnych radach obwodu woroneskiego, 1921-1923 komisarz wojskowy i członek gubernialnego komitetu i komitetu wykonawczego w Woroneżu. Od 1923 w pracy wojskowej, partyjnej i sowieckiej w Woroneżu, Tambowie, Moskwie i obwodzie moskiewskim. Od czerwca 1938 do sierpnia 1946 I sekretarz KC Komunistycznej Partii (bolszewików) Tadżykistanu. 1946-1948 inspektor KC WKP(b), 1948-1953 zastępca ministra przemysłu mięsnego i mleczarskiego Rosyjskiej FSRR, 1953-1954 kierownik Wydziału Kadr w Ministerstwie Przemysłu Lekkiego i Spożywczego Rosyjskiej FSRR, 1954-1957 zastępca ministra Przemysłu Mięsnych i Mlecznych Produktów Rosyjskiej FSRR, następnie na emeryturze. 1939-1952 członek Centralnej Komisji Rewizyjnej WKP(b), deputowany do Rady Najwyższej ZSRR 2 kadencji. Pochowany na Cmentarzu Wagańkowskim w Moskwie.

## Odznaczenia
- Order Lenina (dwukrotnie)
- Order Czerwonego Sztandaru Pracy
- Order Wojny Ojczyźnianej II klasy
- Order Czerwonej Gwiazdy
- Order „Znak Honoru”